# Beatrix Kiddo
Pour les articles homonymes, voir Kiddo, Black Mamba et Bride.
Beatrix Kiddo, surnommée la Mariée ou The Bride et dont le nom de code est Black Mamba, est un personnage de fiction, héroïne des films Kill Bill : Volume 1 et Kill Bill : Volume 2. Son nom n'est révélé que dans le deuxième volet. Elle est interprétée par Uma Thurman.

## Histoire du personnage
Beatrix Kiddo est une femme d'environ 30 ans qui a survécu à une balle de revolver tirée dans la tête par Bill le jour de sa répétition de mariage, dans une petite chapelle à El Paso, au Texas.
Avant de projeter de se marier sous le nom d'Arlene Machiavelli avec un homme qu'elle a rencontré dans un magasin de disques, Beatrix Kiddo est tueuse à gages au sein de l'organisation DIVA (détachement international des vipères assassines), sous le nom de code de Black Mamba, un serpent d'Afrique extrêmement venimeux (en fait, le deuxième serpent le plus venimeux du monde), mais lors d'une mission, elle se rend compte qu'elle est enceinte de Bill, le chef de l'organisation DIVA. Elle fuit alors, et pendant un long moment, Bill la croit morte, et se jure de retrouver la trace de ses meurtriers. Pendant son périple, il la retrouve, enceinte, en train de préparer son mariage avec un autre homme dans la petite chapelle d'El Paso, au Texas. Il massacre alors Beatrix, son fiancé et toutes les personnes qui se trouvaient dans la chapelle à ce moment-là, avec l'aide des anciennes collègues de travail de Beatrix. Pendant le massacre, Bill lui tire une balle dans la tête. Elle n'en meurt pas pour autant, et tombe dans le coma pendant quatre ans.
Une fois sortie du coma, Beatrix se jure de retrouver et de tuer tous ceux qui ont participé au ce massacre ce jour-là : Vernita Green, O-Ren Ishii (chef de la pègre de Tokyo), Budd (frère de Bill), Elle Driver, et enfin, Bill...
Elle poignarde Vernita Green sous les yeux de sa fille, scalpe O-Ren Ishii au katana, coupe un bras à Sofie Fatale, arrache l’œil restant d’Elle Driver (qui était déjà borgne) et tue Bill avec la technique des cinq points et la paume qui font exploser le cœur, qui lui fut enseignée par Pai Mei. Elle n’assassine pas Budd, mais, ironie du sort, celui-ci est tué par un mamba noir, lâché par Elle Driver.

## Apparitions dans d'autres œuvres

### Jeux vidéo
- Broforce (PC Mac PS4, 2015) : La Mariée y apparaît en tant que personnage jouable, sous le pseudonyme de The Brode.